# アイアン・セイヴィアー
アイアン・セイヴィアー（Iron Savior）は、ドイツ出身のパワーメタル・バンド。
ハロウィンの前身バンド、アイアン・フィストに在籍していたピート・シールク(Vo/G)を中心に活動。SFに影響を受けた歌詞が特徴。

## 来歴

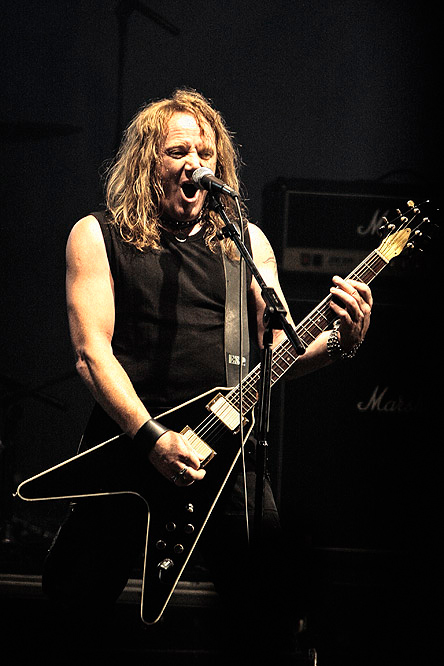
カイ・ハンセン(G) 2008年

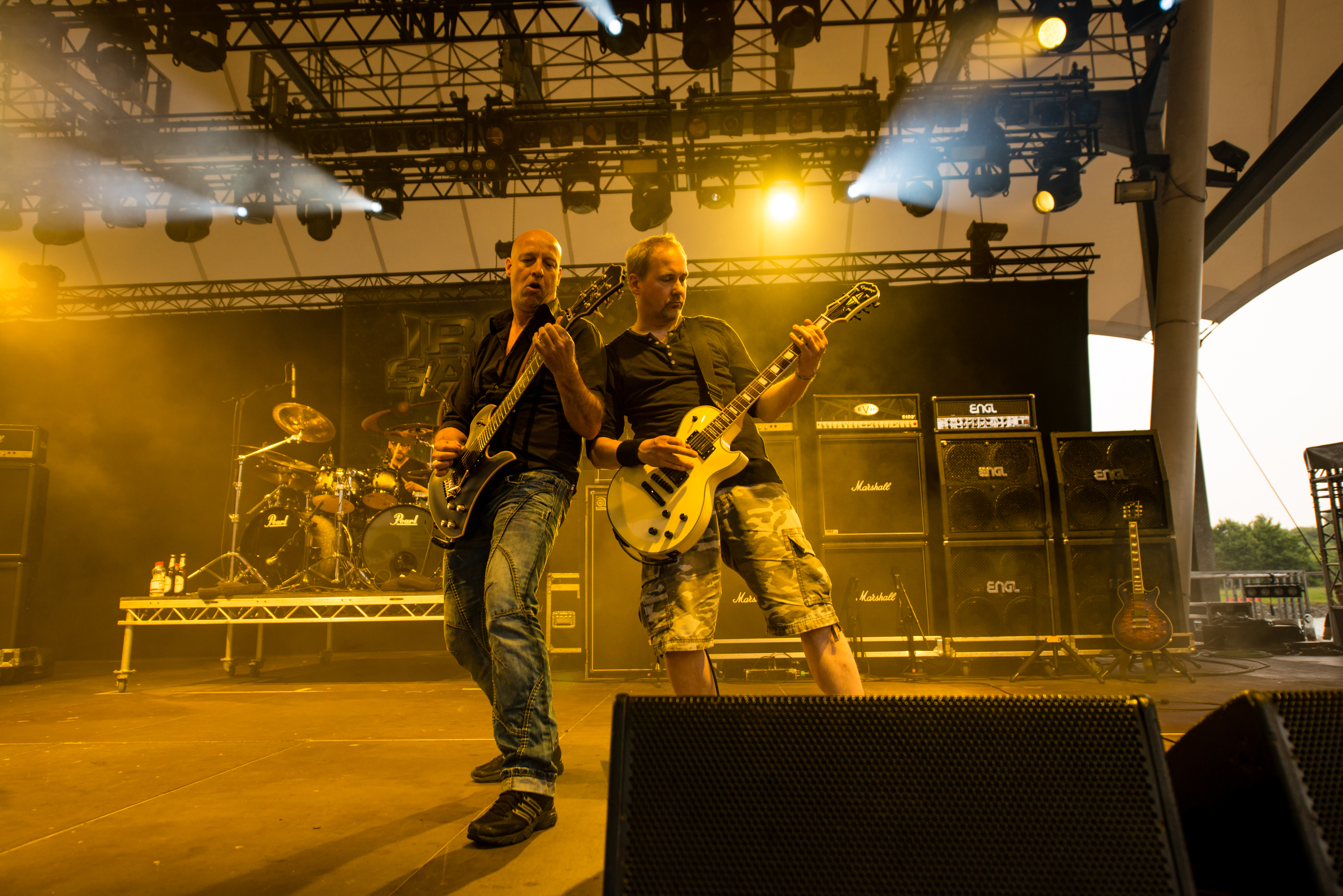
ドイツ・ゲルゼンキルヒェン公演 (2014年6月)

ピート・シールク(G)とその旧友、カイ・ハンセン(G)のプロジェクトという形式で始動。
1stアルバム『アイアン・セイヴィアー』(1997年）には、ブラインド・ガーディアンのハンズィ・キアシュ(Vo)とトーメン・スタッシュ(Ds)、ガンマ・レイのディルク・シュレヒター(B)も参加。同年、ヤン・S・エッカート(B)が加入。
ライヴ音源と新曲が混在した企画盤『インタールード』（1999年）から、元ガンマ・レイのトーマス・ナック(Ds)、2000年にヨアヒム・キュストナー(G)が加入。
2001年、創設者カイ・ハンセン(G)が離脱し、4thアルバム『コンディション・レッド』(2002年）からピート中心の体制に移行。2004年以降、ピートはアイアン・セイヴィアーと並行して「サヴェージ・サーカス」でも活動。
2016年、9thアルバム『タイタンクラフト』をリリースし、7月に初の単独来日公演を開催。
備考
2006年、パワーメタル・バンド「エドガイ」のオープニング・アクト随行した、ピート率いる「サヴェージ・サーカス」が来日したおり、アイアン・セイヴィアーのヨアヒム・キュストナー(G)もスタッフとして帯同。当バンドメンバーが揃っていたため、サヴェージ・サーカスのステージ後にアイアン・セイヴィアーとして、急遽ライブを行うというサプライズがあった。

## メンバー

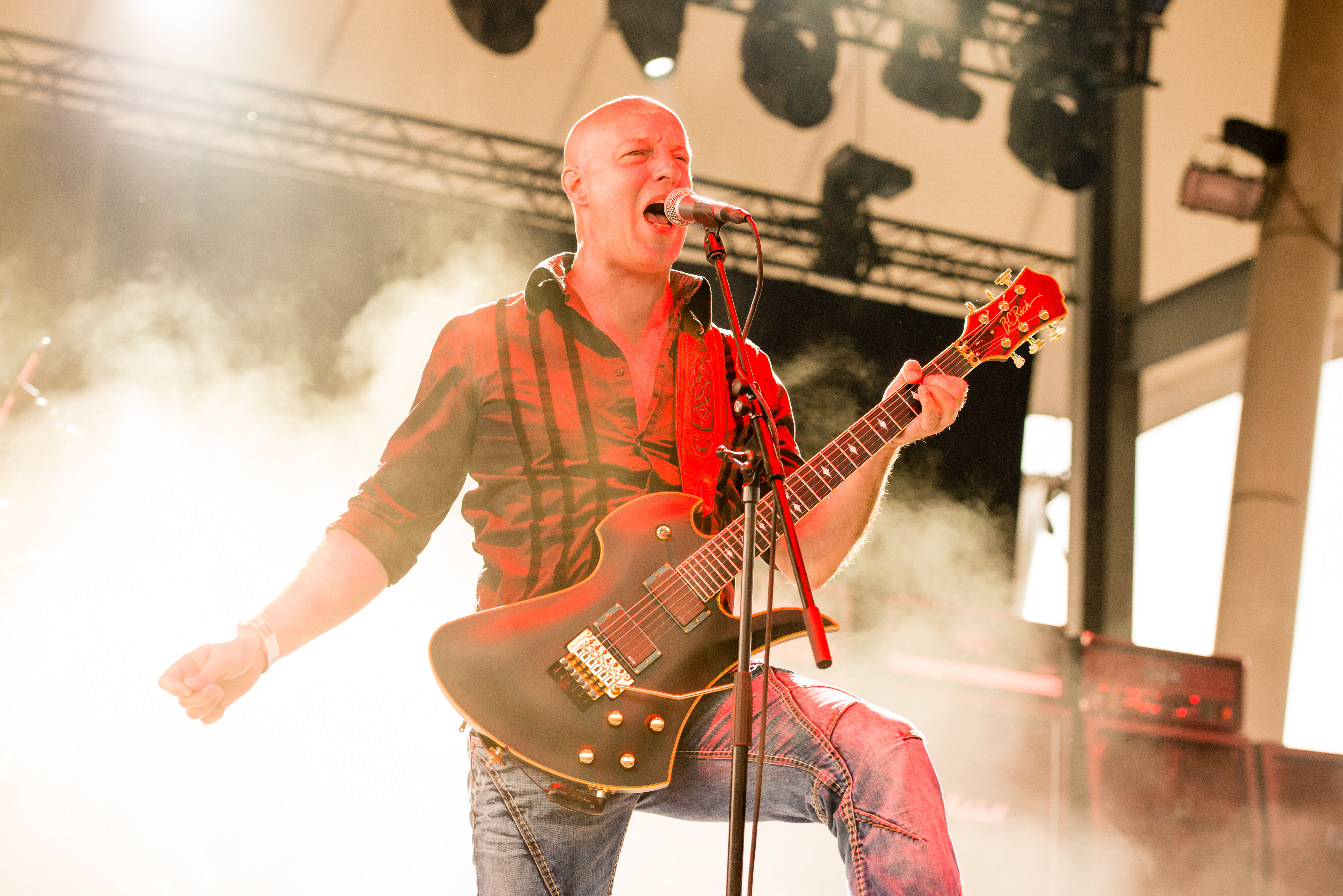
創始者ピート・シールク(Vo/G) 2014年

### 現ラインナップ
- ピート・シールク (Piet Sielck) - ボーカル/ギター (1996- )
- ヨアヒム・"ピーゼル"・キュストナー (Joachim "Piesel" Küstner) - ギター (2000- )
- ヤン＝セレン・エッカート (Jan-Sören Eckert) - ベース (1997-2003, 2011- )
マスタープランでも活動。
- パトリック・クローゼ (Patrick Klose) - ドラムス (2017- )

### 旧メンバー
- カイ・ハンセン (Kai Hansen) - ギター/バッキング・ボーカル (1996-2001)
ガンマ・レイ、ハロウィン、ユニソニックでも活動。
- イェンツ・レオンハルト (Yenz Leonhardt) - ベース (2003-2011)
- アンドレアス・クック (Andreas Kück) - キーボード (1997-2002)
- トーメン・スタッシュ (Thomen Stauch) - ドラムス (1996-1998)
ブラインド・ガーディアンでも活動。
- ダニエル・"ダン"・ツィマーマン (Daniel "Dan" Zimmermann) - ドラムス (1998-1999)
ガンマ・レイでも活動。
- トーマス・ナック (Thomas Nack) - ドラムス (1999-2017)
ガンマ・レイでも活動。

## ディスコグラフィー
- アイアン・セイヴィアー - Iron Savior（1997年）
- ユニフィケイション - Unification（1999年）
- インタールード - Interlude（1999年・企画盤）
- ダーク・アソールト - Dark Assault（2001年）
- コンディション・レッド - Condition Red（2002年）
- バタリング・ラム - Battering Ram（2004年）
- メガトロポリス - Megatropolis（2007年）
- ザ・ランディング - The Landing（2011年）
- ライズ・オヴ・ザ・ヒーロー - Rise of the Hero（2014年）
- タイタンクラフト - Titancraft（2016年）
- キル・オア・ゲット・キルド - Kill Or Get Killed（2019年）
- スカイクレスト - Skycrest（2020年）